# Сембоку (Акіта)

39°42′00″ пн. ш. 140°43′50″ сх. д. / 39.70000° пн. ш. 140.73056° сх. д.
Сембо́ку (яп. 仙北市, せんぼくし, МФА: [semboku̥ ɕi]) — місто в Японії, в префектурі Акіта.

## Короткі відомості
Розташоване в східній частині префектури, на берегах озера Тадзава. Виникло на основі сільських поселень раннього нового часу. Засноване 20 вересня 2005 року шляхом об'єднання містечок Какунодате й Тадзавако з селом Нісікі. Основою економіки є сільське господарство, туризм. Східна частина міста входить до національного парку Товада-Хатімандай. Станом на 1 жовтня 2007 площа міста становила 1093,64 км². Станом на 1 липня 2008 населення міста становило 30 578 осіб.

## Міста-побратими
- Омура, Японія (1979)
- Санукі, Японія (1996)
- Сіндзьо, Японія (1996)
- Такахаґі, Японія (1996)
- Хітаті-Ота, Японія (1998)